# László Böcskei
László Böcskei (ur. 11 lipca 1965 w Gataia) – rumuński duchowny katolicki, biskup Oradea Mare od 2009.

## Życiorys

### Prezbiterat
Święcenia kapłańskie otrzymał 24 czerwca 1990 i został inkardynowany do diecezji Timișoara. Po kilkumiesięcznym stażu wikariuszowskim objął funkcję sekretarza biskupiego. W 1999 został wikariuszem generalnym diecezji.

### Episkopat
23 grudnia 2008 papież Benedykt XVI mianował go biskupem ordynariuszem diecezji Oradea Mare. Sakry biskupiej udzielił mu 7 marca 2009 bp Martin Roos.